# B. Braun
B. Braun es una compañía alemana dedicada a la fabricación de equipamiento médico y productos farmacéuticos. La compañía se fundó en 1839 y actualmente tiene más de 63.000 empleados y cuenta con oficinas e instalaciones en más de 60 países a nivel mundial. Su oficina central se encuentra en Melsungen, al norte de Fránkfurt, en el estado federado de Hesse.
B. Braun cuenta con más de 5000 productos diferentes, de los cuales el 95 % son de fabricación propia. En 2018, la compañía facturó 6.908 millones de euros, e invirtió 352 millones en actividades de I+D.
En España, actualmente dispone de una plantilla de más de 2400 empleados, contando con instalaciones industriales en las ciudades de Rubí (Barcelona), Jaén y Santa Oliva (Tarragona).

## Historia
B. Braun se desarrolló a partir de la farmacia que adquirió en 1839 Julius Wilhelm Braun en Melsungen, una pequeña población situada al norte de Fráncfort del Meno. Su hijo, Bernhard Braun, inició en 1864 la producción de esparadrapos y lápices para la migraña. En 1867 la farmacia se separó de la fábrica, la cual adquirió el nombre actual "B. Braun".
A principios del siglo XX se hizo cargo de la empresa Carl Braun, hijo de Bernhard. Bajo su gobierno, se inició en 1914 la fabricación de aparatos para la medición de la presión sanguínea. Poco después, en 1925, la compañía estableció en Milán su primera fábrica en el extranjero.
En 1929 B. Braun pasó a la siguiente generación de la familia. Otto Braun se hizo cargo de la dirección general, mientras que su hermano Bernd, que había estudiado medicina, asumió la dirección científica. Los dos hermanos iniciaron una importante expansión de la compañía, ampliando la gama de productos. En 1939 fueron ya 500 las personas empleadas.
Uno de los productos más significativos que B. Braun producía en esa época fue el hilo de sutura quirúrgico natural, reabsorbible, elaborado a partir de tripa de oveja, y conocido por el nombre de catgut. Junto a este producto, B. Braun fabricaba también otros hilos para uso quirúrgico, de seda y de fibra sintética. Todavía hoy las suturas quirúrgicas constituyen una de las principales líneas de fabricación de B. Braun.
Después de la Segunda Guerra Mundial se desarrollaron los primeros aparatos (bombas) de infusión continua del mercado, así como dispositivos para la infusión intravenosa. En 1962 B. Braun comenzó la fabricación, también por primera vez en el sector, de cánulas de punción intravenosa de material plástico, que pueden permanecer en el brazo del paciente durante días sin riesgo de desgarrar la vena. A partir de entonces, B. Braun se convirtió en pionera en la fabricación de productos de plástico para uso hospitalario de un solo uso. En 1964 los ingresos superaron los 50 millones de marcos alemanes y la empresa contaba con 1700 empleados.
A principio de los sesenta, se incorporó a la compañía Ludwig Georg Braun, uno de los hijos de Otto Braun, llamado a convertirse más adelante en el nuevo presidente del consejo de dirección.
Por aquel entonces, B. Braun exportaba ya sus productos a la mayoría de los países del mundo. Paso a paso se establecieron en muchos de ellos filiales comerciales, y en algunos, como Francia, Suiza, España, Brasil, Malasia y los Estados Unidos, grandes centros de producción.
En 1976 B. Braun adquirió una importante empresa del sector, dedicada a la fabricación de instrumental y de dispositivos quirúrgicos, Aesculap AG, radicada en Tuttlingen, al sur de Alemania. Con esta adquisición, el volumen total de ingresos anuales de B. Braun era de 425 millones de marcos.
Veinte años más tarde, en 1988, los ingresos anuales de B. Braun superaron la marca de los 4000 millones de marcos, y la empresa contaba con 27.000 colaboradores en todo el mundo.
En 1992 se creó un nuevo complejo industrial en Pfieffewiesen, actual sede del Grupo y en 1995 se creó el Aesculapium, dedicado a la Aesculap Academia.
En 2005 se inauguró la planta L.I.F.E. (Leading Infusion Factory Europe), empresa de referencia en Europa en la fabricación de soluciones parenterales.
En 2011 el Prof. Dr. h.c. Ludwig Georg Braun se retiró y el Dr. Heinz-Walter Große asumió la presidencia. Con Otto-Philipp Braun, la séptima generación de la familia Braun llegó al comité de dirección.

## Situación actual
En la actualidad, B. Braun es una compañía multinacional. Está presente, con empresas comerciales o productoras, en más de 55 países y da empleo a más de 63 000 personas, y sus ingresos anuales superan los 6,9 mil millones de euros. La propiedad del grupo sigue siendo en su totalidad de la familia Braun, y la sede social permanece en la pequeña población de Melsungen, donde se fundó la empresa hace más de 170 años.
A partir de 2011 la empresa ha renovado su programa de inversiones en todo el mundo con una inversión de 1600 millones de euros.

## Controversias
La Fábrica de B Braun Medical en Chile hasta 2010 elaboraba el producto ADN Nutricomp, que era un alimento para regímenes especiales. consumido por Niños, Enfermos Crónicos y Ancianos (Generalmente alimentados por sonda cuya única alimentación era el producto ADN Nutricomp). por un cambio en la fórmula del producto donde se baja la cantidad de potasio de 100 % a 1 % junto a fallas organolepticas se produjo la muerte de 6 personas por cuadros de Hipokalemia y otras 28 personas quedaron con graves secuelas.[cita requerida]

## B. Braun Argentina
B. Braun Medical S.A. Argentina está en el país desde 1996.[cita requerida]